# ثير لاندهارد
ثير لاندهارد (بالدنماركية: Thure Lindhardt)‏ (كوبنهاغن, 24 ديسمبر 1974) ممثل دنماركي.

## من أفلامه
- 2011, رونال البربري
- 2013, 3096

## روابط خارجية
- ثير لاندهارد على موقع IMDb (الإنجليزية)
- ثير لاندهارد على موقع قاعدة بيانات الأفلام العربية
- ثير لاندهارد على موقع ألو سيني (الفرنسية)
- ثير لاندهارد على موقع أول موفي (الإنجليزية)
- ثير لاندهارد على موقع قاعدة بيانات الأفلام السويدية (السويدية)
- ثير لاندهارد على موقع قاعدة بيانات الفيلم (الإنجليزية)
- ثير لاندهارد على موقع كينوبويسك (الروسية)